# Zelleromyces meridionalis
Zelleromyces meridionalis är en svampart som beskrevs av Calonge, Mor.-Arr. & J. Gómez 2000. Zelleromyces meridionalis ingår i släktet Zelleromyces och familjen kremlor och riskor.   Inga underarter finns listade i Catalogue of Life.